# I (林和希のアルバム)
『I』（アイ）は、林和希の1枚目のオリジナルアルバム。2023年5月31日にLDH Recordsから発売された。

## 概要
- DOBERMAN INFINITYボーカルを担当するKAZUKIが「林和希」名義でソロデビュー。

## 収録曲

### CD
1. I [2:17]
作詞、作曲、編曲：林和希
2. Lonely [4:13]
作詞、作曲、編曲：林和希
3. Wow [3:35]
作詞：林和希、作曲：林和希、 SWING-O、編曲：SWING-O
4. Nyte Flight [4:31]
作詞、作曲、編曲：林和希
5. One Day [4:05]
作詞：林和希, SHOKICHI、作曲：林和希、編曲：林和希
  - MBSドラマシャワー『4月の東京は…』エンディング主題歌[2]。
6. そうじゃないの [4:56]
作詞、作曲、編曲：林和希
7. Sea Talk [4:23]
作詞、作曲、編曲：林和希

### DVD
- 「Wow」Music Video
- 「Wow」Music Video -Behind The Scenes-

### イベント会場限定盤 (CD)
1. I [2:17]
作詞、作曲、編曲：林和希
2. Lonely [4:13]
作詞、作曲、編曲：林和希
3. Wow [3:35]
作詞：林和希、作曲：林和希、 SWING-O、編曲：SWING-O
4. Nyte Flight [4:31]
作詞、作曲、編曲：林和希